# Capella de Santa Àgata
La capella de Santa Àgata és un edifici gòtic situat a la plaça del Rei de Barcelona, catalogat com a bé cultural d'interès nacional. Actualment forma part del Museu d'Història de Barcelona (MUHBA).

## Història

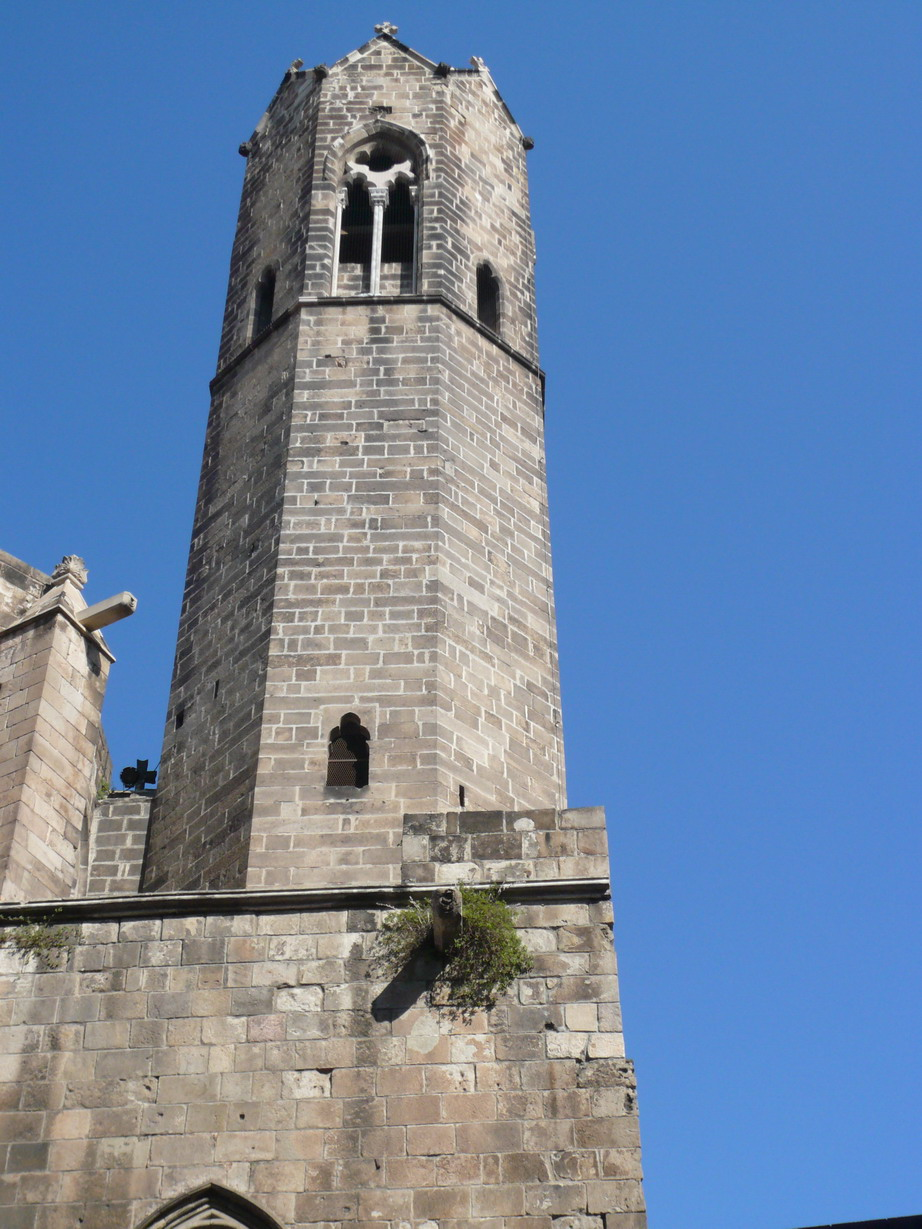
El campanar vist des de la plaça del Rei

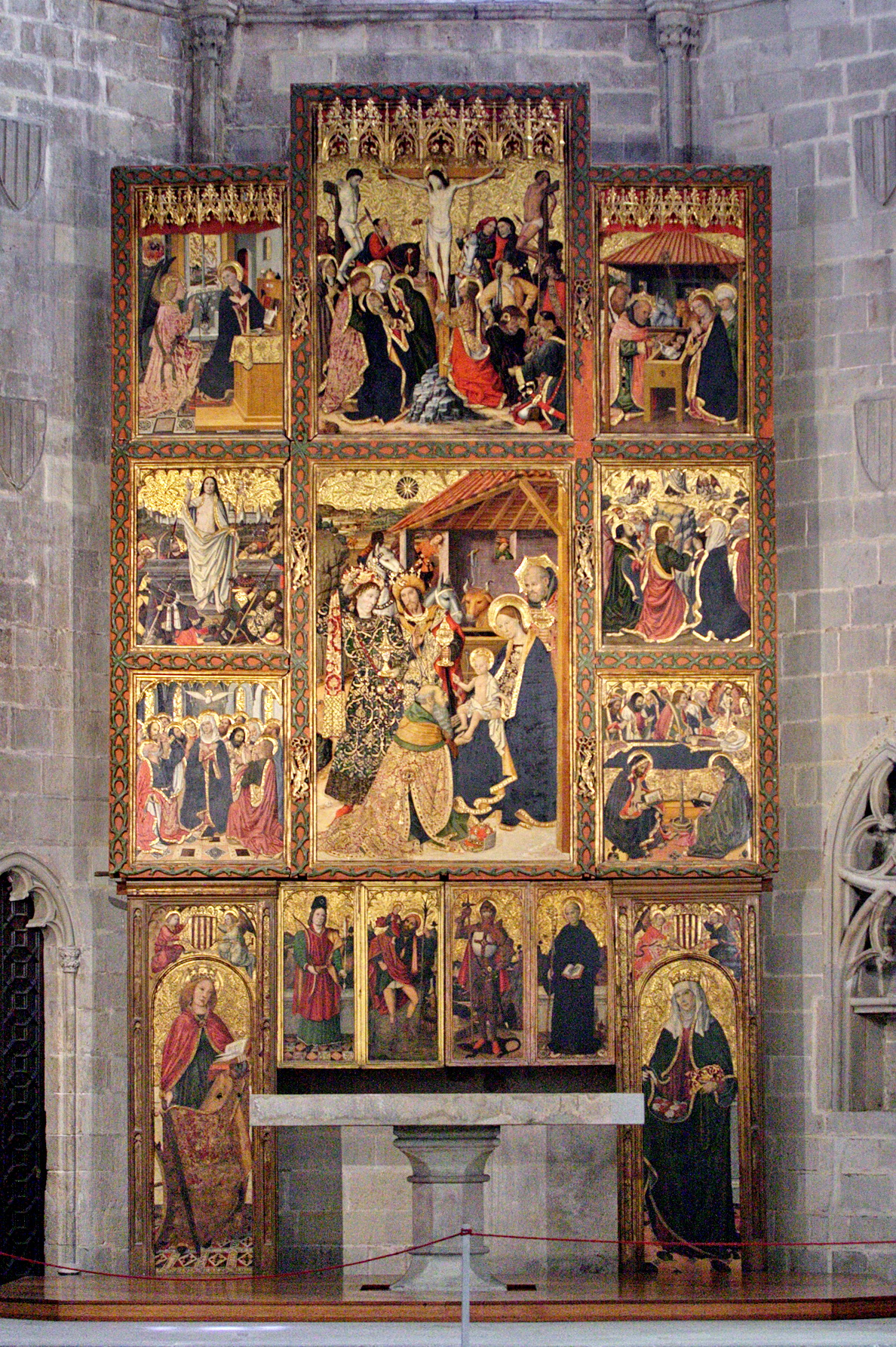
Retaule del Conestable o de l'Epifania de Jaume Huguet

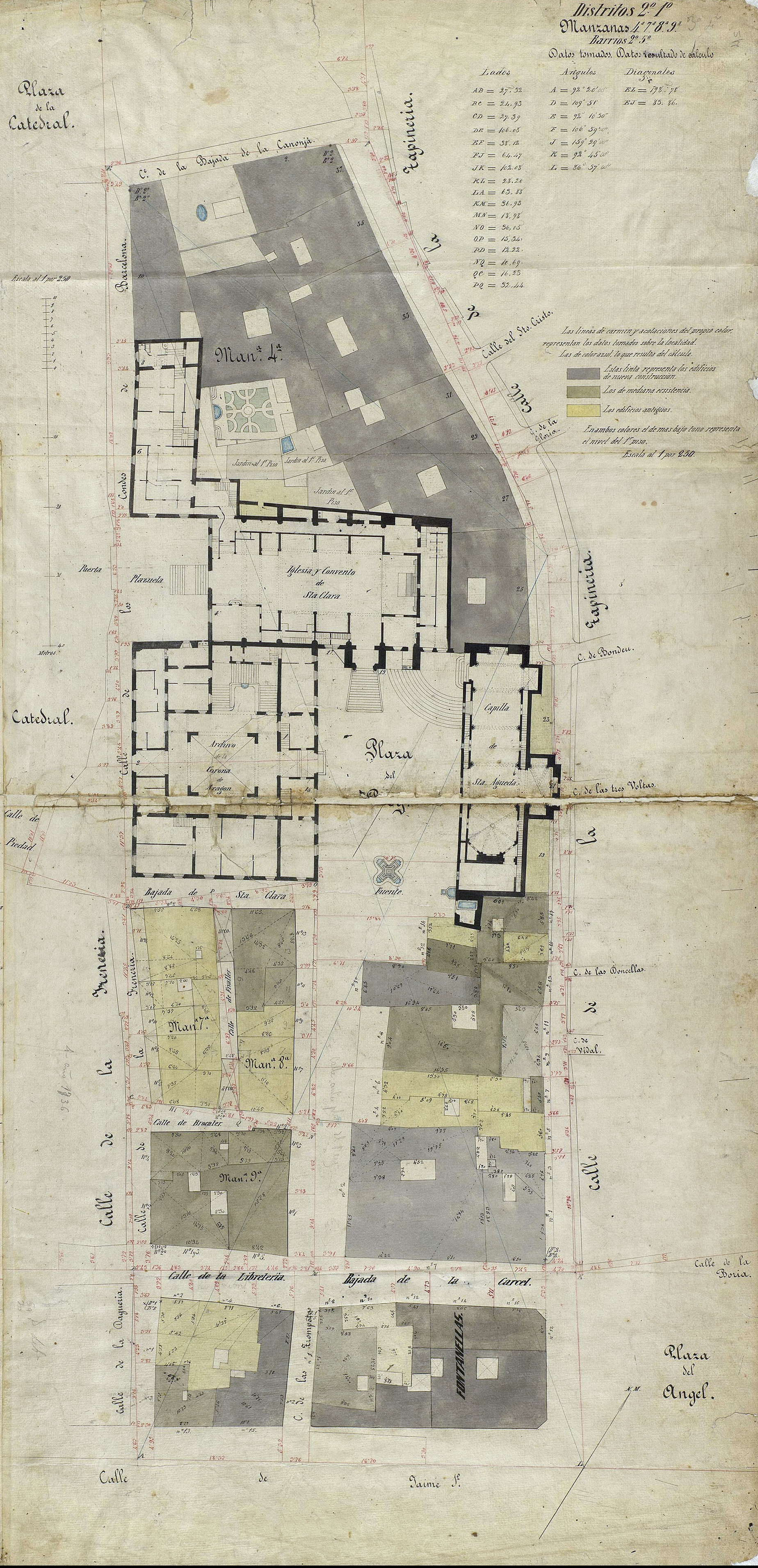
Quarteró núm. 45b de Garriga i Roca (c. 1860)

Va ser feta construir pel rei Jaume II d'Aragó i la seva esposa Blanca de Nàpols en substitució de l'antic oratori del Palau Reial Major, per a la qual cosa, el 1302 van adquirir una casa amb torre a la muralla romana contigua a aquest. Les obres van començar aquell mateix any, dirigides inicialment pel mestre de cases Bertran Riquer, succeït a partir del 1316 per Jaume del Rei i Pere d'Olivera. Quatre anys més tard, consta l'acabament dels murs i l'inici de les voltes, i el 1311 ja era dedicada al culte.
La construcció va seguir sota el regnat de Pere el Cerimoniós, que va manar fer la capella de les Reines al petit creuer de l'església, i posteriorment, Martí I l'Humà va fer construir la capella que servia de baptisteri, als peus de la nau, on es custodiaren les relíquies de Santa Àgata, fet que el 1601 motivà el canvi de l'advocació inicial a Santa Maria.
Arran de la desamortització de Mendizábal (1836), la capella va sortir a subhasta el 1844, i va ser destinada a diversos usos. A la dècada del 1850 va ser restaurada per l'arquitecte Elies Rogent.
El 1877 s'hi va instal·lar el Museu Provincial d'Antiguitats amb un gran fons lapidari.
A la dècada del 1990, s'hi va dur a terme una nova restauració pels arquitectes Jordi Casadevall i Alfred Pastor, que comportà obres a la coberta i al sostre, se'n va refer la il·luminació i es va dur a terme la consolidació del campanar.

## Edifici
Consta d'una sola nau, amb un enteixinat de fusta policromada a dues vessants recolzada sobre arcs diafragma apuntats i contraforts exteriors, entre els que hi ha els vitralls amb traceries gòtiques que il·luminen l'interior. Els arcs arrenquen de la part alta dels murs laterals, la qual cosa permet que aquests acullin les escales interiors que menen al cor alt i a les habitacions del Palau Reial Major. L'absis, de planta poligonal, és cobert amb volta d'ogives. A darrere, englobada en una torre de la muralla romana, hi ha la sagristia, coberta amb una volta de canó damunt de la qual descansa la torre del campanar, de planta octogonal i coronat per vuit frontons, semblant a una corona reial.
Entre 1338 i 1355, Pere el Cerimoniós féu obrir en el tram anterior al presbiteri una capella que forma un sortint de la façana de les muralles, sostingut per dos panys de mur que arriben fins a terra, com una mena de petit creuer. La capella, anomenada de les Reines, conté els escuts de Maria de Navarra i d'Elionor de Sicília, esposes del rei Pere. Als peus de la nau hi ha una altra petita capella volada, sobre permòdols, bastida en temps del rei Martí l'Humà i que servia de baptisteri. El rei també féu obrir també la porta que dóna a l'exterior, a la plaça del Rei.
La capella era presidida per un retaule dedicat a Jesús i la Verge, avui perdut, obra de Ferrer Bassa (1344). El retaule actual, dit del Conestable, va ser realitzat el 1465 per Jaume Huguet per a Pere de Portugal, elegit rei dels catalans durant la guerra contra Joan II (1463-1466). També per encàrrec del conestable, Alfons de Còrdova pintà l'enteixinat del sostre, on apareix el lema del rei peine pour joie, i l'escultor Joan Claperós va realitzar 60 rajoles de terra cuita amb representacions d'àngels i de les armes d'Aragó i Sicília per al paviment.